# 伯恩哈德·库尔曼
伯恩哈德·库尔曼（德語：Bernhard Cullmann，1949年11月1日—），昵称为贝恩德（Bernd），前德国足球运动员，场上司职中场。他最初于波尔兹（SpVgg Porz）开始其足球生涯，直至1970年被科隆足球俱乐部所签入。在1983年以健康理由退役前，他共代表该队参加了341场德甲联赛。此外，他还在1973年至1980年间为西德国家足球队上阵40场国际比赛，并射入6球。其中参加过1974年世界杯、1978年世界杯和1980年欧锦赛。在1991年至1996年期间，库尔曼成为科隆的董事会成员。其儿子卡斯滕·库尔曼自1999年起也效力于科隆。